# Mrs. Doubtfire (musical)
Mrs. Doubtfire – musicalowa adaptacja filmu z 1993 o tym samym tytule, który z kolei jest oparty na powieści Anne Finne z 1987 pod tytułem Madame Doubtfire. Muzyka i teksty zostały stworzone przez Kareya oraz Wayne'a Kirkpatricków. Za historię odpowiada Karey Kirkpatrick oraz John O. Farrel. Akcja musicalu rozgrywa się w San Francisco. Premiera musicalu odbyła się w 2019 w 5th Avenue Theatre. W latach 2021–2022 był wystawiany na Broadwayu w Stephen Sondheim Theatre, a od 2023 jest wystawiany w Shaftesbury Theatre w Londynie.
Producent teatralny Kevin McCollum wspomniał w wywiadzie w 2013 roku o muzycznych perspektywach filmu, zauważając, że fabuła jest dostosowana do publiczności na Broadwayu. Po tym jak prace zostały zawieszone w 2015 roku, McCollum utworzył nowy zespół w 2018 roku: Karey i Wayne Kirkpatrick skomponowali muzykę, John O’Farrell i Karey Kirkpatrick napisali scenariusz, a Jerry Zaks odpowiedzialny był za reżyserię.

## Utwory
Źródło:

Akt I
- „What's Wrong with This Picture” – Lydia, Miranda, Daniel, zespół
- „I Want to Be There” – Daniel
- „Make Me a Woman” – Daniel, Andre, Frank, zespół
- „What the Hell” – Lydia, Natalie, Christopher
- „The Mr. Jolly Show” – Mr. Jolly, zespół
- „Easy Peasy” – Daniel, zespół
- „The Mr. Jolly Show (Reprise)” – Mr. Jolly, zespół
- „About Time” – Daniel
- „Rockin’ Now” – Daniel, Frank, Andre, Lydia, Christopher, Natalie, zespół

Akt II
- „Entr’acte” – orkiestra
- „The Shape of Things to Come” – Miranda, żeński zespół
- „Big Fat No” – Stuart, Daniel, męski zespół
- „Let Go” – Miranda
- „Clean Up This Mess” – Daniel
- „Playing with Fire” – Wanda, zespół
- „He Lied to Me” – wokalistka Flamenco, tancerze Flamenco
- „Just Pretend” – Daniel, Lydia
- „As Long as There Is Love” – cały zespół

## Nagrody i nominacje
| Rok  | Nagroda                    | Kategoria                                        | Nominacja                             | Wynik     |
| ---- | -------------------------- | ------------------------------------------------ | ------------------------------------- | --------- |
| 2022 | Drama Desk Awards          |                                                  |                                       |           |
| 2022 | Drama Desk Awards          | Outstanding Actor in a Musical                   | Rob McClure                           | Nominacja |
| 2022 | Drama Desk Awards          | Outstanding Wig and Hair Design                  | David Brian Brown                     | Wygrana   |
| 2022 | Outer Critics Circle Award | Outstanding New Musical                          | Outstanding New Musical               | Nominacja |
| 2022 | Outer Critics Circle Award | Outstanding Actor in a Musical                   | Rob McClure                           | Nominacja |
| 2022 | Outer Critics Circle Award | Outstanding Director of a Musical                | Jerry Zaks                            | Nominacja |
| 2022 | Outer Critics Circle Award | Outstanding Book of a Musical                    | Karey Kirkpatrick i John O'Farrell    | Nominacja |
| 2022 | Outer Critics Circle Award | Outstanding Score                                | Karey Kirkpatrick i Wayne Kirkpatrick | Nominacja |
| 2022 | Outer Critics Circle Award | Outstanding Costume Design (Play or Musical)     | Catherine Zuber                       | Nominacja |
| 2022 | Tony Awards                | Best Performance by a Leading Actor in a Musical | Rob McClure                           | Nominacja |